# Adoxophyes cyrtosema
Adoxophyes cyrtosema es una especie de polilla del género Adoxophyes, tribu Archipini, subfamilia Tortricinae.

## Distribución
Se distribuye por Tonga.

## Taxonomía
Fue descrita por Meyrick en 1886 y publicada en Transactions of the Entomological Society of London 1886: 276.